# Nočnik
Nočník je veter, ki piha v alpskem in predalpskem svetu po dolinah navzdol v nižje ležeče predele. Je podoben gorniku, le da piha samo v nočnih urah.